# Gajan (Ariège)
Gajan ist eine Gemeinde in den französischen Pyrenäen sowie im Département Ariège in Okzitanien. Sie gehört zum Kanton Portes du Couserans im Arrondissement Saint-Girons. Sie grenzt im Norden an Barjac, im Nordosten an Lasserre und Montardit, im Osten an Montjoie-en-Couserans, im Süden an Saint-Lizier, im Südwesten an Lorp-Sentaraille und im Westen an Taurignan-Vieux. Die Bewohner nennen sich Gajanais. Zu Gajan gehört neben der Hauptsiedlung auch der Weiler Chaumarti auf 541 Metern über Meereshöhe.

## Bevölkerungsentwicklung
| Jahr      | 1962 | 1968 | 1975 | 1982 | 1990 | 1999 | 2008 | 2013 |
| --------- | ---- | ---- | ---- | ---- | ---- | ---- | ---- | ---- |
| Einwohner | 217  | 180  | 201  | 210  | 281  | 290  | 297  | 309  |